# عمار الحصيني
عمار الحصيني (مواليد 18 نوفمبر 1971) هو عداء متقاعد متخصص في سباق 400 متر. مثل بلاده في الألعاب الأولمبية الصيفية 1996.

## أفضل الأرقام الشخصية

### في الهواء الطلق
- في 1994، في سباق 200 متر– 20.96
- في 1991، في سباق 400 متر– 45.90
- في 1996، في 800 متر– 1:44.84

### داخلي
- في 1991، في سباق 400 متر– 47.95